# Julian von Moos
Pour les articles homonymes, voir von Moos.
Julian von Moos, né le 1er avril 2001 à Münsterlingen en Suisse, est un footballeur suisse, qui évolue au poste d'ailier droit au FC Lucerne en prêt du Servette FC.

## Biographie

### En club
Né à Münsterlingen en Suisse, Julian von Moos est formé par le Grasshopper Zurich avant de rejoindre le FC Bâle.
Début juillet 2018, il prolonge son contrat avec le club rhénan jusqu'en juin 2021. Il fait sa première apparition avec l'équipe première le 25 mai 2019 lors d'une rencontre de Super League contre le Neuchâtel Xamax FCS. Il entre en jeu ce jour-là à la place de Noah Okafor et se fait remarquer en inscrivant également son premier but en professionnel, participant ainsi à la victoire de son équipe sur le score de quatre buts à un. En février 2020, le FCB le prête pour une saison au FC Wil. Le 3 novembre 2020, Julian von Moos prolonge son contrat avec le FC Bâle jusqu'en juin 2023. En juillet 2021, il est prêté, par le FC Bâle, au Vitesse Arnhem pour une saison avec option d'achat,. Il quitte le club, en janvier 2022, pour rejoindre un autre de Super League.
Le 3 janvier 2022, son prêt au Vitesse est annulé et il est recruté par le FC Saint-Gall, où il fait son retour. Il signe un contrat courant jusqu'en juin 2024,. Le 30 janvier 2022, von Moos se fait remarquer en réalisant son premier doublé pour le club, lors d'une rencontre de championnat face au FC Zurich. Il est titularisé et permet à son équipe de s'imposer (2-0 score final).
Début juin 2024, il quitte le FC Saint-Gall et rejoint le Servette FC où il signé pour trois ans. Le 21 juillet 2024, le SFC annonce le prêt (avec option d'achat) du joueur pour toute la saison 2025-2026 au FC Lucerne,.

### En sélection
De 2017 à 2018, Julian von Moos représente l'équipe de Suisse des moins de 17 ans pour un total de treize matchs joués pour cinq buts. Il marque son premier but avec cette sélection le 1er septembre 2017, pour sa deuxième apparition, contre la Finlande (victoire 0-6 des Suisses). Il participe avec cette sélection au championnat d'Europe des moins de 17 ans, en 2018. Il est titulaire et capitaine lors de ce tournoi où il délivre notamment deux passes décisives contre Israël (victoire 3-0 des Suisses).
Avec l'équipe de Suisse des moins de 19 ans il joue huit matchs et inscrit un seul but, le 14 novembre 2019 contre l'Irlande. Il délivre également une passe décisive, et contribue ainsi grandement à la victoire des siens ce jour-là (2-1 score final).
Julian von Moos joue son premier match avec l'équipe de Suisse espoirs le 25 mars 2022, face au Pays de Galles. Il entre en jeu à la place de Kastriot Imeri et son équipe remporte la partie par cinq buts à un. Le 28 mars 2023, von Moos inscrit son premier but pour les espoirs, contre Israël. Il entre en jeu à la place de Darian Males et donne la victoire à son équipe (2-1 score final),.